# Children of the Corn 666: Isaac's Return
Children of the Corn 666: Isaac's Return, titulada Los chicos del maíz 666 - El regreso de Isaac en España y Cosecha negra VI en Argentina, es la sexta película de la serie Los chicos del maíz. Es la cuarta película que fue directo a video. Es más recordada por el regreso a la serie de John Franklin, de los primeros niños de la primera película de Los chicos del maíz.

## Argumento
Hannah Martin está de regreso en su pueblo de origen, Gatlin, pues está dispuesta a averiguar la verdad sobre su pasado y sobre su madre, Rachel Colby (Nancy Allen), quien en la primera película, era una de las seguidoras más leales de Isaac Chroner. Llegando al pueblo le da un aventón a un misterioso hombre llamado Zachariah, quien termina asustándola, pues se trataba de una visión. Pero en ese susto casi choca y termina siendo auxiliada por la oficial Cora, quien la lleva al hospital más cercano de Gatlin y donde el Dr. Michaels la termina revisando. Tanto la oficial como el doctor parecer esconder algo con relación a ella.
Luego de que un demente inofensivo en el hospital llamado Jake la persigue, Hannah llega hasta la habitación de un hombre que está en estado comatoso por 19 años. Es Isaac, a quien Cora tiene continuamente vigilado, esperando que despierte de ese estado. Decidida a averiguarlo todo, Hannah decide hospedarse en un hotel de la zona, donde los dueños del mismo, Matt y su excéntrica novia Morgan, la atienden. Tras una serie de pesadillas y advertencias relacionadas con una profecía sobre un bebé que nacerá en Luna de Cosecha y que liderará los designios de "El que Camina tras de la Rosa", Hannah despierta y descubre que su madre está viva y vive alejada de todos, pues al parecer, ha traicionado al culto de Isaac y les ha hecho creer a todos que su hija murió al nacer. Cuando Rachel se da cuenta de que Hannah sabe sobre esto le pide que se aleje y que no siga más en esto, por su propio bien y el de todos. Isaac despierta y ya listo para retomar el liderazgo de la secta, empieza a atormentar a Jake, cuando el Dr. Michaels llega e intenta confrontarlo y convencerlo de que deje a Hannah en paz, lo que le cuesta vida vida pues Isaac lo electrocuta en piso mojado.
Hannah descubre que todos los jóvenes de la zona, además de ser de su misma edad, son hijos de todos los que alguna vez fueron del culto. Asimismo conoce a otro chico llamado Gabriel, quien se muestra atento y detallista con ella, casi enamorándola. No obstante, Isaac tiene otros planes, pues para el atardecer de ese día, él dictaminará la unión entre el primer hijo y la primera hija de los del culto, es decir Matt y la propia Hannah, así que, luego de que los niños más pequeños acorralen a la chica por el maizal y la desmayen, la llevan para el ritual en el que Matta también está involucrado. Pero Morgan que es testigo de este hecho, decide intervenir y arruinar la ceremonia. Los seguidores de Isaac se dispersan y van tras ella, quien se ha llevado a Hannah para ponerla a salvo. Por desgracia el culto las sorprende y un motorizado se lleva a Hannah, mientras que los otros llevan a rastras a Morgan por traidora. Isaac le pide a Matt que la mate como sacrificio, pero él se rehúsa y es el propio Isaac quien toma el machete y de un tajo, mata a Morgan cortando su cráneo en dos. Por otra parte, el motorizado se revela como Gabriel quien puso a Hannah a salvo en un granero, donde comparten y finalmente terminan haciendo el amor.
La pareja parece estar a salvo, pero entonces Matt aparece y se nos revela que tanto él como Gabriel son hijos de Isaac, siendo este último el primogénito a quien Isaac le ha negado el derecho de sucesión. Mientras Gabriel hipnotiza a su hermano y huye con Hannah al hospital, Matt toma una guadaña y se suicida arrojándose sobre ella. En el hospital, Hannah se entera de que su madre ha sido secuestrada por Cora y está por ser torturada por Isaac debido a su traición. La chica decide finalmente hacer frente a su destino. Pero entonces Gabriel se adelanta y confronta a Isaac, revelándose como la mismísima reencarnación de "El que camina tras de la Rosa", al manipular a Isaac, torturarlo y finalmente empalarlo y matarlo frente a los ojos de Rachel y Hannah. De igual modo, Gabriel usa su poder para destrozarle a la cara y matar a Jesse (otro residente joven del pueblo) y para que Cora se termine disparando a sí misma en la sien, matándola también. Rachel toma una hoz y finalmente se la entierra a Gabriel, acabdon con él, pero éste en un último acto hace dtonar todo el hospital con su poder, destruyéndolo todo, incluyendo al pobre Jake quien también muere en el proceso.
Hannah y Rachel logran salir vivas y se alejan por completo de Gatlin, aunque la joven ahora sabe que en su vientre está cumpliéndose aquella profecía de la que tanto habían hablado.

## Reparto
- Natalie Ramsey es Hannah Martin.
- John Franklin es Isaac Chroner.
- Paul Popowich es Gabriel.
- Nancy Allen es Rachel Colby.
- Stacy Keach es Dr. Michaels.
- Gary Bullock es Zachariah.